# Chromis punctipinnis
Chromis punctipinnis, tên thông thường là blacksmith (nghĩa là "thợ rèn sắt"), là một loài cá biển thuộc chi Chromis trong họ Cá thia. Loài cá này được mô tả lần đầu tiên vào năm 1863.

## Từ nguyên
Tính từ định danh của loài cá này, dimidiatus, trong tiếng Latinh có nghĩa là "vây đốm", ám chỉ các đốm nâu đen trên vây đuôi, vây lưng và vây hậu môn của chúng.

## Phạm vi phân bố và môi trường sống
C. punctipinnis có phạm vi phân bố ở Đông Thái Bình Dương. Loài này được ghi nhận từ vịnh Monterey ở bang California (Hoa Kỳ) trải dài đến hơn nửa phía bắc của bán đảo Baja California.
C. punctipinnis sống gần các rạn san hô, bãi ngầm (nhất là nơi có sườn dốc) và trong những rừng tảo bẹ ở độ sâu đến 46 m.

## Mô tả
Chiều dài cơ thể tối đa được ghi nhận ở C. punctipinnis là 25 cm. Cơ thể có màu xanh lam xám với nhiều chấm đen ở trên vây đuôi, vây lưng và vây hậu môn. Vảy lớn, có các chấm màu nâu tập trung ở thân sau. Cá con đang lớn có màu lam xám ở toàn bộ thân trước, trừ thân sau, cuống đuôi và vây đuôi có màu vàng cam sẫm.
Số gai ở vây lưng: 12; Số tia vây mềm ở vây lưng: 11 - 12; Số gai ở vây hậu môn: 2; Số tia vây mềm ở vây hậu môn: 10 - 12; Số gai ở vây bụng: 1; Số tia vây mềm ở vây bụng: 5.

## Sinh thái
Thức ăn của C. punctipinnis chủ yếu là những loài động vật giáp xác và mực con. Cá trưởng thành lẫn cá con thường bơi theo đàn với số lượng cá thể rất lớn.
Vào ban đêm, C. punctipinnis rút mình vào trong các khe hở trên các rạn đá ngầm để ngủ. Vào lúc bình minh, chúng bơi đến các bãi đá, rừng tảo bẹ và các rạn san hô để kiếm ăn, là nơi tập trung các loài động vật phù du với mật độ cao.
Như những thành viên thuộc chi Chromis, C. punctipinnis đực chịu trách nhiệm cho việc xây tổ, sục khí cho trứng bằng vây và miệng, và bảo vệ trứng trước những loài săn mồi.

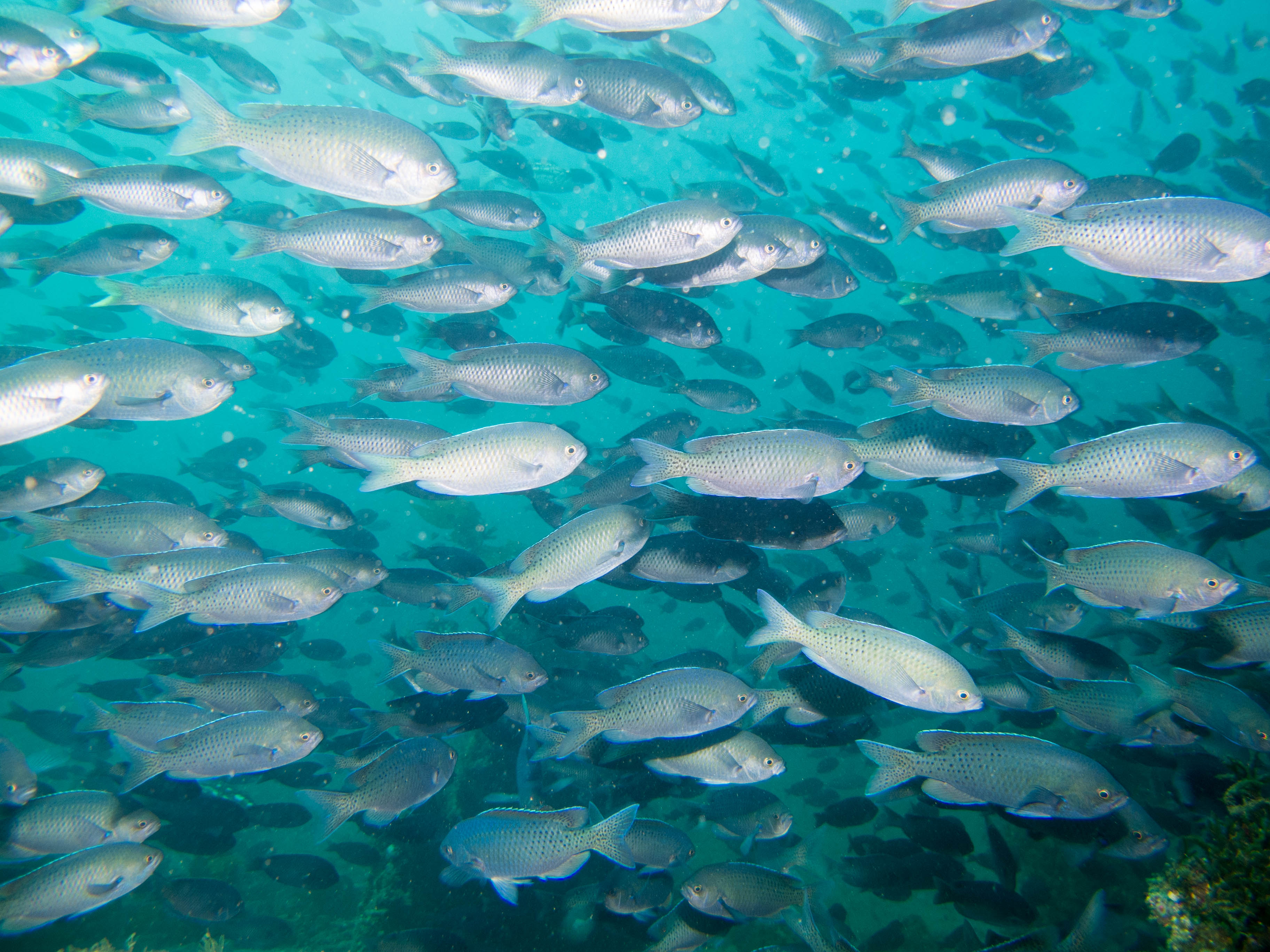
Một đàn C. punctipinnis ngoài khơi California

Trong quá trình bài tiết, C. punctipinnis có thể thải ra một lượng amoni và được những loài thực vật thủy sinh gần đó hấp thụ. Các phép đo thực địa vào ban đêm cho thấy, nồng độ amoni trong các khe đá mà C. punctipinnis trú ẩn cao hơn đáng kể so với những nơi không có C. punctipinnis. Nồng độ amoni trong các khe đá mà C. punctipinnis trú ẩn đã giảm xuống sau khi nó được đưa ra khỏi vị trí đó. Bên cạnh đó, Macrocystis pyrifera, một loài tảo bẹ rất phổ biến ở ngoài khơi California, có khả năng hấp thụ amoni vào ban đêm. Kết quả trong phòng thí nghiệm chỉ ra rằng, nồng độ amoni trong các bể có cả C. punctipinnis và tảo M. pyrifera thấp hơn rất nhiều so với các bể chỉ có C. punctipinnis. Do đó, hoạt động bài tiết của C. punctipinnis có thể xem là một nguồn cung cấp nitơ vô cơ cho những loài thực vật thủy sinh.

### Quay lại vị trí ban đầu
Trong một cuộc khảo sát ở ngoài khơi đảo Santa Catalina, California, nơi mà các rừng tảo bẹ khổng lồ M. pyrifera mọc dày đặc, người ta thu thập những cá thể thuộc ba loài: C. punctipinnis và cá bàng chài Oxyjulis californica (đều đã trưởng thành), cùng cá mú Paralabrax clathratus (chưa trưởng thành) để tiến hành nghiên cứu về hành vi quay trở lại nơi cư trú ban đầu của chúng. Sau khi đánh dấu để theo dõi, người ta thả chúng đến một rừng tảo bẹ khác.
Trong số các loài được chuyển đến những địa điểm mới, hoàn toàn 100% số cá thể C. punctipinnis và 80% số cá thể O. californica được đánh dấu đã quay trở lại nơi thu thập ban đầu. Điều đó cho thấy rằng, những loài cá này có khả năng định vị chính xác địa điểm mà chúng đã từng cư trú, và có thể quay lại vị trí này nếu chúng được thả ở một nơi khác. Ngược lại, người ta không ghi nhận bất kỳ một cá thể P. clathratus được đánh dấu nào quay trở lại vị trí ban đầu. Việc tách một cá thể P. clathratus chưa trưởng thành khỏi nơi sinh sống được suy đoán là có thể ảnh hưởng đến sự sống sót của nó.